# جيفت زولو
جيفت زولو (بالإنجليزية: Gift Zulu)‏ هو لاعب كرة قدم زامبي في مركز الدفاع، ولد في 6 نوفمبر 1992 في زامبيا لعب مع نادي نكانا. وفريق زامبيا الوطني لكرة القدم.

## وصلات خارجية
- جيفت زولو على موقع قاعدة بيانات كرة القدم.إي يو (الإنجليزية)
- جيفت زولو على موقع ناشيونال فوتبول تيمز (الإنجليزية)